# Sato Hiromichi
Hiromichi Sato (sinh ngày 9 tháng 2 năm 1973) là một cầu thủ bóng đá người Nhật Bản.

## Sự nghiệp câu lạc bộ
Hiromichi Sato đã từng chơi cho Urawa Reds.